# 沈智慧 (臺灣)
沈智慧（1957年9月16日—），中華民國政治人物，臺中市北屯區人，中國國民黨籍。曾任七屆立委，從政以來提倡嚴刑峻法，在競選立委期間提出多項修法政見，如針對虐童致死、酒駕議題、隨機殺人事件處以唯一死刑。現任中華民國街舞運動協會理事長。

## 生平

### 政治生涯
沈智慧曾於1990年起代表中國國民黨及親民黨連任六屆臺中市選舉區的立法委員。
2004年，在立委選戰期間，沈智慧拜票時遭老榮民刺頸，老榮民表示因不滿向沈智慧陳情未果，因而以小利剪刺傷其頭頸。2005年獲親民黨提名參選臺中市市長，僅獲2%得票而敗於挑戰連任的胡志強。2006年沈智慧決定棄橘投藍，卻傳出國民黨婉拒沈智慧申請加入黃復興黨部的消息。時任國民黨組發會主委廖風德表示，由於2005年臺中市市長選舉一役，使胡志強腹背受敵，地方基層反彈很大。沈智慧則回應盼以誠意化解不愉快。2008年面臨立委選制變革，未獲國親聯盟提名的她選擇於北北屯選區脫黨尋求七連霸，但終獲一萬餘票，再度以極低票數落敗。卸任立委後被聘為立院最高顧問，漸淡出政壇。
2015年重出江湖，參與中西東南選區立委補選的國民黨黨內初選，最後禮讓蕭家淇而未能出線；2016年獲國民黨提名，挑戰時任立委黃國書，仍在大環境不佳之下敗北。
2019年，因時任立委盧秀燕辭職所遺留之任期超過一年，因此臺中市第五選舉區需進行補選，沈智慧在國民黨黨內民調勝出，以「秀燕起飛，智慧接棒」作為選戰主軸。並擊敗民主進步黨提名的前交通局局長王義川，相隔十一年再度重返立法院。2019年2月22日沈智慧提案《道路交通管理處罰條例》第三十五條條文修正草案，並於2019年3月26日三讀通過。
隔年初的2020年中華民國立法委員選舉中敗給民進黨新人莊競程，中斷連任之路，回任僅一年，並在相隔12年後再度連任失敗。因國民黨在總統選舉裡大敗（國民黨候選人韓國瑜輸民進黨籍現任總統蔡英文265萬票）與立委選舉裡持續未過半，江啟臣數日後率先辭去中常委一職，並呼籲中常委一同辭職負責，讓國民黨真正的反省與改革，隔日連任立委的蔣萬安、台北市議員徐弘庭、落選立委黃昭順、彰化縣議長謝典林、落選立委沈智慧、勝選立委楊瓊瓔都陸續跟進請辭中常委。
2023年4月16日，宣布再次投入台中市第五選舉區立委選舉，後因同黨時任議員黃健豪也表達參選意願，經連勝文居中協調，沈智慧退出競選。
2023年11月1日，因協助獨立參選的總統候選人郭台銘連署，遭到國民黨中央決議停權三年。

## 選舉紀錄
| 年度 | 選舉屆數                     | 選舉區           | 所屬政黨   | 得票數  | 得票率 | 當選標記 | 備註 |
| ---- | ---------------------------- | ---------------- | ---------- | ------- | ------ | -------- | ---- |
| 1989 | 第一屆立法委員第六次增額選舉 | 臺中市選舉區     | 中國國民黨 | 57,323  | 18.77% |          |      |
| 1992 | 第二屆立法委員選舉           | 臺中市選舉區     | 中國國民黨 | 77915   | 23.42% | [ 15 ]   |      |
| 1995 | 第三屆立法委員選舉           | 臺中市選舉區     | 中國國民黨 | 57,920  | 16.39% |          |      |
| 1998 | 第四屆立法委員選舉           | 臺中市選舉區     | 中國國民黨 | 40,113  | 10.98% |          |      |
| 2001 | 第五屆立法委員選舉           | 臺中市選舉區     | 親民黨     | 52,698  | 12.18% |          |      |
| 2004 | 第六屆立法委員選舉           | 臺中市選舉區     | 親民黨     | 34,726  | 8.72%  |          |      |
| 2005 | 第十五屆臺中市市長選舉       | 臺中市           | 親民黨     | 10,061  | 2.23%  |          |      |
| 2008 | 第七屆立法委員選舉           | 臺中市第二選舉區 | 無黨籍     | 10,714  | 6.38%  |          |      |
| 2016 | 第九屆立法委員選舉           | 臺中市第六選舉區 | 中國國民黨 | 69,611  | 40.53% |          |      |
| 2019 | 第九屆立法委員補選           | 臺中市第五選舉區 | 中國國民黨 | 49,230  | 57.78% |          |      |
| 2020 | 第十屆立法委員選舉           | 臺中市第五選舉區 | 中國國民黨 | 109,466 | 42.58% |          |      |

## 爭議

### 臉書粉專剽竊爭議
2015年8月17日在臉書粉絲專頁PO照，提到「全台首創動漫服務處改版中」，只要按讚就可以得到一張「著色圖卡」。但卻被人發現，圖卡中的人物跟知名動漫《火影忍者》雷同，引起網友留言抨擊「一邊喊著支持動漫文化，還一邊找人抄襲」。
消息一傳開，網友紛紛湧進沈智慧的粉專留言，詢問「有取得原作者或是版權方同意嗎？」沈智慧辦公室回應「本次圖稿係同人二次創作，已取得同人繪師版權。本件圖稿與岸本老師的畫風有別，所以本件完全沒有疑慮」、「歡迎大家一起來支持動漫文化。」
不過仍有許多人不買單，認為「二創可以代表原創出來授權？」、「出事就把事情推給動漫，沒事的時候再說支持」、「虧妳還是政治人物，一點法治意識都沒有！」沈智慧粉絲專頁稍晚已將該PO文刪除。

### 稱「共機繞台」新聞是綠營挑釁
2019年4月19日，沈智慧於立法院發言，認為民進黨關閉兩岸溝通管道，認為政府對外發布共軍共機繞台的挑釁新聞，是在「刺激兩岸神經，唯恐兩岸不亂，目的卻只是為了選舉的私心。」此話一出，引發熱議，網友紛紛質疑沈智慧是哪國立委。時代力量台中黨部執行長簡嘉佑批評：「沈智慧應該當中國人大代表，而非中華民國立法委員。」
2019年4月22日，沈智慧為先前發言引發誤解致歉，並譴責共機繞台侵門踏戶。她說守護家園、拒絕一國兩制是她不變的志業。

### 批評「政府口罩貴死人」
2019冠狀病毒病疫情期間，口罩供不應求，政府為了分配口罩而實施購買實名制，每人7天內限購2片。沈智慧卻在臉書上批評政府口罩賣太貴（5元），並以其他國家跟台灣政府做比較：新加坡每戶免費4片、菲律賓免費發送、日本減價出售等。但事實上，新加坡是「一戶僅送4片，後續要自行想辦法購買」（沒有分配口罩的措施）、日本的口罩更是被哄抬了15倍，一片起碼要台幣38元左右、菲律賓則是因為民眾沒有戴口罩習慣，政府為鼓勵民眾戴口罩而免費發送、歐盟的口罩價格更是來到五十片要一萬多台幣。她的貼文立刻引起了網友撻伐，批評她：「活在什麼平行世界」、「難怪落選」、「還好沒選上」、「台灣疫情是這些國家最輕微的，完全為反而反，一點道德和思辨都沒有，老實說，沒有你們在扯後腿，台灣這次的疫情會再好更多更多。」。沈智慧未因此道歉，反而表示「罵夠了沒？還要怎樣！」、「對一個落選的人，網友的謾罵沒有看法！」，聲明不會刪文。

### 中華民國街舞運動協會爭議事件
國民黨前立委沈智慧擔任街舞運動協會理事長，在臉書廣邀藍營政治人物跳街舞遭酸「會動的長輩圖」，又被爆逾2年未召開理事會，街舞協會憤而向內政部連署要求撤換理事長職務，讓沈智慧淚崩痛哭。

### 萊豬舞
2020年底國民黨黃復興黨部舉辦活動，沈智慧請徐立剛找街舞老師去表演，要求募集街舞老師編「萊豬舞」，陪她上街反萊豬，引發社會爭議。

## 個人生活
中華民國海軍基隆級驅逐艦蘇澳艦首任艦長沈易德是沈智慧的弟弟、臺中市議會議員沈佑蓮是沈智慧的妹妹。

## 軼事
- 沈智慧曾被稱為「政壇上最容易受傷的女人」[27]。從政以來曾四次受傷，分別為1995年抗爭潭子區垃圾掩埋場、1996年搶奪國是論壇發言、2004年國親提名總統敗選在凱道遭鎮暴警察踩傷，以及同年因老榮民向沈智慧陳情未果，因而刺傷沈智慧洩憤。[28]

## 外部連結
- 官方网站 （页面存档备份，存于）
- 立法院立法委員介紹 （页面存档备份，存于）
- 沈智慧的Facebook專頁
- YouTube上的沈智慧官方頻道